# Kumasi
Kumasi   este un oraș  în  partea central-sudică a Ghanei,  centru administrativ al regiunii Ashanti și al Districtului Metropolitan Kumasi. Sub raport demografic, este cel de-al doilea oraș ca mărime din țară.

## Personalități născute aici
- Isaac Donkor (n. 1995), fotbalist.